# Рјуносуке Акутагава
Рјуносуке Акутагава (јап. 芥川 龍之介) био је јапански књижевник из периода Таишо. Сматра се зачетником јапанских кратких прича. По њему се од 1935. године додељује Награда Акутагава за изузетне доприносе јапанској књижевности. Преминуо је од последица предозирања барбиталом.

## Рани живот
Рјуносуке Акутагава је рођен у Ирифуну, Кјобаши, град Токио (данашњи Акаши, Чуо, Токио), као најстарији син бизнисмена Тошизоа Нихаре и његове жене Фуку. Његова породица је поседовала постројење за прераду млека. Његова мајка је оболела од менталне болести убрзо након његовог рођења, те га је усвојио и одгајао ујак по мајци, Дошо Акутагава, од кога је добио презиме Акутагава. Од малих ногу се интересовао за класичну кинеску књижевност, као и за дела Морија Огаја и Нацуме Сосекија.
Уписао се у Прву средњу школу 1910. и развио односе са друговима из разреда као што су Кан Кикучи, Куме Масао, Јузо Јамамото и Цучија Бунмеј, који ће сви касније постати писци. Почео је да пише након што је почео да похађа на Токијски Империјални универзитет (сада Универзитет у Токију) 1913. године, где је студирао енглеску књижевност. Док је још био студент, предложио је брак пријатељици из детињства Јајои Јошиди, али његова усвојитељска породица није одобрила заједницу. Године 1916, верио се са Фуми Цукамото, којом се оженио 1918. Имали су троје деце: Хироши Акутагава (1920–1981) је био глумац, Такаши Акутагава (1922–1945) је убијен као студент-регрут у Бурми, а Јасуши Акутагава (1925–1989) је био композитор.
Након дипломирања, Акутагава је накратко предавао у Морнаричкој школи у Јокосуки, Канагава, као инструктор енглеског језика, пре него што је одлучио да се посвети писању са пуним радним временом.

## Књижевна каријера
Године 1914, Акутагава и његови бивши другови из средње школе оживели су књижевни часопис Шиншичо („Нови токови мисли“), где су објавили преводе Вилијама Батлера Јејтса и Анатола Франса заједно са делима која су сами написали. Акутагава је следеће године објавио своју другу приповетку „Рашомон“ у књижевном часопису Теикоку Бунгаку („Империјална књижевност“), док је још био студент. Радњу, засновану на причи из дванаестог века, Акутагавини пријатељи нису добро прихватили, већ су је жестоко критиковали. Без обзира на то, Акутагава је скупио храброст да посети свог идола, Нацуме Сосекија, децембра 1915. за Сосекијеве недељне књижевне кругове. У новембру је дело објавио у књижевном часопису Теикоку Монгаку. Почетком 1916, објавио је дело „Хана“ („Нос“, 1916), која је добило похвале од Сосекија и пружило Акутагави први укус славе.
Такође је у то време Акутагава почео да пише хаику под хаиго (псеудонимом) Гаки. Акутагава је затим произвео серију кратких прича смештених у хеиан, едо или рани меиџи периоде у Јапану. Ове приче су реинтерпретирале класична дела и историјске инциденте. Примери ових прича су: Гесаку занмај („Упијен писмима“, 1917) и Карено-шо („Пабирчење са осушеног поља“, 1918), Јигоку хен („Паклени екран“, 1918); Хокјонин но ши („Смрт хришћанина“, 1918) и Бутокај („Бал“, 1920). Акутагава је био снажан противник натурализма. Објавио је дела Микан („Мандарине”, 1919) и Аки („Јесен”, 1920) која имају модерније поставке.
Године 1921, Акутагава је прекинуо своју списатељску каријеру да би провео четири месеца у Кини, као извештач за Осашки Мајничи Шинбун. Путовање је било стресно и боловао је од разних болести од којих му се здравље никада није опоравило. Убрзо по повратку објавио је Јабу но нака („У гају”, 1922). Током путовања, Акутагава је посетио бројне градове југоисточне Кине, укључујући Нанкинг, Шангај, Хангџоу и Суџоу. Пре путовања написао је приповетку „Христ из Нанкинга“; о кинеској хришћанској заједници; према његовој сопственој маштовитој визији Нанкинга, под утицајем класичне кинеске књижевности.

### Утицаји
Акутагавине приче су биле под утицајем његовог уверења да књижевна пракса треба да буде универзална и да може да споји западне и јапанске културе. Идеја се може видети у начину на који је Акутагава користио постојећа дела из различитих култура и временских периода и било преписује причу са модерним сензибилитетом или ствара нове приче користећи идеје из више извора. Култура и формирање културног идентитета је такође главна тема у неколико његових дела. У овим причама, он истражује формирање културног идентитета током периода историје у којима је Јапан био најотворенији за спољне утицаје. Пример за то је његова прича Хокјонин но Ши („Мученик”, 1918) која је смештена у рани мисионарски период.
Приказ жена у Акутагавиним причама углавном је обликован утицајем три жене које су се понашале као његове мајчинске фигуре. Најзначајнија је била његова биолошка мајка Фуку, у погледу које се бринуо да ће наследити њено лудило. Иако је Акутагава одвојен из Фуку осам месеци након његовог рођења, он се снажно поистоветио са њом и веровао је да је живот бесмислен ако би у било ком тренутку могао да полуди. Његова тетка Фуки је играла најистакнутију улогу у његовом одрастању, контролишући већи део Акутагавиног живота, као и захтевајући много његове пажње, посебно како је старила. Жене које се појављују у Акутагавиним причама, слично као и његове мајчинске фигуре, биле су углавном написане као доминантне, агресивне, преварантске и себичне. Насупрот томе, мушкарци су често представљани као жртве таквих жена.

## Каснији живот
Завршну фазу Акутагавине књижевне каријере обележило је погоршање његовог физичког и менталног здравља. Велики део његовог рада у овом периоду је изразито аутобиографски, делимично са текстом преузетим директно из његових дневника. Његови радови током овог периода укључују Дајдоџи Шинсуке но хансеи („Рани живот Дајдоџи Шинсука“, 1925) и Тенкибо („Регистар смрти“, 1926).
У то време, Акутагава је имао високо популаразован спор са Ђунићиром Танизакијем око важности структуре у односу на лиризам у причама. Акутагава је тврдио да је структура (како је прича испричана) важнија од садржаја или заплета приче, док је Танизаки тврдио супротно.
Акутагавина последња дела укључују Капа (1927), сатиру засновану на истоименом створењу из јапанског фолклора, Хагурума („Вртећи зупчаници” или „Зупчани точкови”, 1927), Ару ахо но исшо („Живот будале” или „Живот једног глупог човека”) и Бунгеитеки на, амари ни бунгеитеки на („Књижевно, превише књижевно”, 1927).
Пред крај свог живота, Акутагава је патио од визуелних халуцинација и анксиозности због страха да је наследио ментални поремећај своје мајке. Године 1927, преживео је покушај самоубиства, заједно са пријатељем своје супруге. Касније је преминуо од самоубиства након што је узео превелику дозу веронала, који му је дао Мокичи Сајто 24. јула исте године. У свом тестаменту је написао да осећа „нејасну несигурност“ (ぼんやりした不安) у погледу будућности. Имао је 35 година.

## Наслеђе и адаптације
Током свог кратког живота, Акутагава је написао 150 кратких прича. Део њих је адаптиран у друге медије. Чувени филм Акире Куросаве из 1950. године Рашомон препричава Акутагавин У гају бамбуса, са насловом и кадровским сценама смештеним у Рашомон капији преузетим из Акутагавиног Рашомона. Украјинска композиторка Викторија Полева написала је балет Гагаку (1994), заснован на Акутагавином Пакленом екрану. Јапански композитор Мајако Кубо написао је оперу под насловом Рашомон, засновану на Акутагавиној причи. Немачка верзија је премијерно приказана у Грацу, Аустрија 1996. године, а јапанска верзија у Токију 2002. године. Централни концепт приче (тј. сукобљени прикази истих догађаја са различитих тачака гледишта, без „дефинитивног“) ушла је у приповедање као прихваћен троп.
Године 1930, Тацуо Хори, писац, који је себе видео као Акутагавиног ученика, објавио је своју приповетку „Сеи казоку” (дословно „Света породица”), која је написана под утиском Акутагавине смрти и чак је дат помен на мртвог ментора у облику преминулог лика Кукија. Године 1935, Акутагавин доживотни пријатељ Кан Кикучи установио је књижевну награду за обећавајуће нове писце, Акутагавину награду, у његову част.
Године 2020, NHK је продуковао и емитовао филм Странац у Шангају. У њему се приказује Акутагавино време као извештача у граду, а у главној улози је Рјухеја Мацуда.